# Édouard Guillaume Eugène Reuss
Édouard Guillaume Eugène Reuss (født 18. juli 1804 i Strasbourg, død 15. april 1891 sammesteds) var en protestantisk teolog.
Reuss blev uddannet i sin fødeby, i Göttingen og Halle a. S., samt i Paris hos orientalisten Silvestre de Sacy. I 1834 blev han ansat ved det protestantiske seminarium i Strasbourg, 1838 blev han professor ved fakultetet, først med det nye Testamente, fra 1864 med det gamle Testamente som hovedfag. Han tog afsked 1888.
Reuss arbejdede dels med Bibelen, dels med urkristendommen, dels med reformationstiden. Til de to sidste områder hører hans Histoire de la théologie chrétienne au siècle apostolique i 2 bind (1852, 3. udgave 1864) og udgivelsen af Calvins skrifter i 59 bind, som han foretog sammen med andre (1863—1900).
Særligt ry har han som en af de første, der har fremsat hovedprincipperne i den opfattelse af de gammeltestamentlige skrifters
historie, der senere udformedes af Graf, Kuenen og Wellhausen, og hvis hovedpunkt er, at Loven er yngre end Profeterne. Dette skete i en forelæsning 1834.
Han udgav 1881 Die Geschichte der heiligen Schriften des Alten Testaments (2. oplag 1890). En fransk oversættelse af hele Bibelen med kommentar udkom i 16 bind 1874—81; en tysk udgave af den gammeltestamentlige del fremkom i 6 bind efter hans død, fra 1892.